# 4 janvier
Pour les articles homonymes, voir Quatre-Janvier.
4 décembre 4 février
Chronologies thématiques
- Croisades
- Ferroviaires
- Sports
- Disney
- Anarchisme
- Catholicisme

Abréviations / Voir aussi
- (° 1852) = né en 1852
- († 1885) = mort en 1885
- a.s. = calendrier julien
- n.s. = calendrier grégorien
- Calendrier
- Calendrier perpétuel
- Liste de calendriers
- Naissances du jour

Le 4 janvier est le 4e jour de l'année du calendrier grégorien.
Il reste 361 jours avant la fin de l'année, 362 lorsqu'elle est bissextile.
Au sens de la norme ISO 8601 ce jour est le seul qui fait toujours partie de la première semaine de l'an.
C'est généralement l'équivalent du 15e jour du mois de nivôse dans le calendrier républicain français, officiellement dénommé jour du lapin.

## Événements

### Iersiècleav. J.-C.
- -46 : Jules César vainc Titus Labienus à la bataille de Ruspina.

### IXesiècle
- 871 : les armées saxonnes d'Æthelred et d'Alfred le Grand sont battues par les troupes du Danois Bagsecg, à la bataille de Reading.

### XIIIesiècle
- 1248 : Alphonse III prend le titre de roi de Portugal.

### XVesiècle
- 1490 : la duchesse Anne de Bretagne publie que seront reconnus coupables du crime de lèse-majesté ceux de ses sujets qui rallieraient le camp du roi de France.

### XVIIesiècle
- 1649 : le Parlement croupion britannique vote en faveur de la constitution d'une Haute Cour de Justice pour le procès du roi Charles Ier, et établit sa souveraineté en s'autoproclamant « pouvoir suprême de la nation ».

### XVIIIesiècle
- 1717 : signature de la Triple Alliance à la Haye, conclue entre les états généraux des Provinces-Unies, Georges Ier roi de Grande-Bretagne, et le régent de France Philippe d'Orléans.
- 1762 : la Grande-Bretagne déclare la guerre à l'Espagne et au royaume de Naples, dans le cadre de la guerre de Sept Ans.
- 1798 : réunion de la république de Mulhouse à la France.

### XIXesiècle
- 1894 : alliance franco-russe.
- 1896 : l'Utah devient le 45e État fédéré américain.

### XXesiècle
- 1908 : Moulay Abd al-Hafid est proclamé sultan du Maroc[1].
- 1918 : Allemagne, France, Suède et Russie reconnaissent l'indépendance de la Finlande.
- 1919 : l'Armée rouge occupe la ville de Riga en Lettonie[2].
- 1932 : le parti du Congrès indien est déclaré illégal ; arrestation du Mahatma Gandhi[3].
- 1944 : début de la bataille du Monte Cassino au centre de l'Italie (Seconde Guerre mondiale).
- 1948 : indépendance de la Birmanie à l'égard de l'empire britannique.
- 1951 : occupation de Séoul par les forces nord-coréennes et chinoises.
- 1959 : émeutes de janvier 1959 à Léopoldville, marquant un tournant décisif vers l'indépendance du Congo (Kinshasa) vis-à-vis de la Belgique.
- 1960 : naissance de l'association européenne de libre-échange (AELE).

### XXIesiècle
- 2013 : après une insurrection sunnite, l’État islamique en Irak et au Levant s’empare de Falloujah et d’une partie de Ramadi.
- 2017 : le social-démocrate Sorin Grindeanu est investi Premier ministre de Roumanie.
- 2021 : l’Arabie saoudite rouvre sa frontière avec le Qatar, mettant fin à une crise diplomatique de trois ans[4].

## Art, culture et religion
- 1789 : Talleyrand est sacré évêque d'Autun, avant de co-représenter le clergé aux États-Généraux du royaume de France à partir de mai suivant.
- 1890 : apparition des Facéties du sapeur Camember, dans Le Petit Français illustré.
- 1936 : premier hit-parade musical, dans le magazine américain Billboard.
- 1960 : décès du prix Nobel français de littérature Albert Camus dans un accident de voiture.
- 1964 : premier voyage d'un pape (Paul VI) en Terre sainte.
- 1985 : première en France de la saga télévisée Châteauvallon.
- 1987 : première diffusion en France jusqu'en 1992 de la série télévisée originelle Mac Gyver sur la chaîne publique Antenne 2[5].
- 2015 : nominations de vingt nouveaux cardinaux par le pape François.

## Sciences et techniques
- 1863 : un brevet d'invention est accordé au New Yorkais James Plimpton pour les patins à roulettes.
- 1958 : Spoutnik 1, premier satellite artificiel (soviétique) de l'Histoire, rentre dans l'atmosphère et s'y désintègre.
- 2004 : la première sonde de la mission américaine Mars Exploration Rover se pose sur Mars.
- 2010 : inauguration de la tour Burj Khalifa aux Émirats arabes unis (828 mètres de hauteur).
- 2011 : la Société royale d'astronomie du Canada annonce la découverte d'une supernova à 240 millions d'années-lumière de la Terre par une enfant de 10 ans astronome amatrice comme son père[6].
- 2014 : annonce de la découverte de la tombe de la reine égyptienne antique Khentkaous III.

## Économie, société ou droit
- 1802 : mariage de Louis Bonaparte, frère cadet du premier consul, Napoléon Bonaparte et d'Hortense de Beauharnais, fille issue du premier mariage de Marie-Josèphe Tascher de La Pagerie, épouse du premier consul.
- 1955 : décret obligeant en France à la publicité foncière (et notariale) de toute mutation de propriété immobilière.
- 1966 : explosion puis incendie de la raffinerie de Feyzin.
- 1972 : première de l'émission télévisée Des chiffres et des lettres en France.
- 1990 :
  - la plus grave catastrophe ferroviaire de l'histoire du Pakistan cause 285 morts et 400 blessés ;
  - ouverture du premier casino en Tchécoslovaquie post-soviétique.
- 1999 : premières cotations en euros à la Bourse de Paris.
- 2000 : saisie de la Cour de justice européenne par la Commission européenne, après le refus français de lever l'embargo sur la viande bovine britannique.
- 2017 : Robert Marchand établit le record de l'heure en cyclisme sur piste, dans la catégorie des plus de 105 ans.

## Naissances

### XIesiècle
- 1076 (ou 1077)[7] : Song Zhezong, empereur de Chine de 1085 à 1100 († 23 février 1100).

### XIVesiècle
- 1334 : Amédée VI, comte de Savoie de 1343 à 1383 († 1er mars 1383).

### XVIesiècle
- 1581 : James Ussher, prélat irlandais († 21 mars 1656).

### XVIIesiècle
- 1682 : Jacopo Facciolati, lexicographe et philologue italien († 26 août 1769).

### XVIIIesiècle
- 1710 : Giovanni Battista Pergolesi, compositeur italien († 17 mars 1736).
- 1747 : Vivant Denon, égyptologue français († 27 avril 1825).
- 1772 : Paul-Louis Courier, écrivain français († 10 avril 1825).
- 1784 : François Rude, sculpteur français († 3 novembre 1855)[8].
- 1785 : Jacob Grimm, écrivain allemand († 20 septembre 1863).
- 1790 : Pierre-Antoine Berryer, avocat et homme politique français († 29 novembre 1868).
- 1797 : Guillaume Beer, astronome allemand († 27 mars 1850).

### XIXesiècle
- 1802 : Paul de Noailles, historien français († 29 mai 1885).
- 1809 : Louis Braille, inventeur français du système d'écriture pour les aveugles († 6 janvier 1852)[8].
- 1813 : Isaac Pitman, inventeur et sténographe britannique († 22 janvier 1897).
- 1838 : Charles Sherwood Stratton, artiste de cirque américain († 15 juillet 1883).
- 1856 : Maurice Mac-Nab, poète et chansonnier français († 25 décembre 1889).
- 1857 : Émile Cohl (Émile Courtet dit), réalisateur français († 20 janvier 1938)[8].
- 1864 : George Washington Carver, botaniste et agronome américain († 5 janvier 1943).
- 1874 : Josef Suk, compositeur tchèque († 29 mai 1935).
- 1881 : Wilhelm Lehmbruck, sculpteur allemand († 25 mars 1919).
- 1883 : Max Forrester Eastman, écrivain américain († 25 mars 1969).
- 1886 :
  - Jeanne L. Gauzy, peintre française († 8 septembre 1968).
  - Armand Guerra, scénariste, écrivain et anarchiste espagnol († 10 mars 1939).
  - Fritz Haas, malacologiste américain d'origine allemande († 26 décembre 1969).
  - Torsten Kumfeldt, joueur suédois de water-polo médaillé aux J.O., d'argent en 1912, de bronze en 1908 et 1920 († 2 mai 1966).
  - Mariano Latorre, écrivain chilien († 10 novembre 1955).
  - Léo Wanner, journaliste et militante féministe et anti-impérialiste française († 5 novembre 1941).
  - James Park Woods, militaire australien († 18 janvier 1963).
- 1893 : Margaret Cossaceanu, sculptrice française d'origine roumaine († 22 septembre 1980).
- 1896 : André Masson, peintre français († 28 octobre 1987)[8].
- 1900 : James Bond, ornithologue américain († 14 février 1989).

### XXesiècle
- 1903 : Georg Elser, résistant allemand au nazisme († 9 avril 1945).
- 1904 : « El Niño de la Palma » (Cayetano Ordóñez y Aguilera dit), matador espagnol († 30 octobre 1961).
- 1905 : Sterling Holloway, acteur américain († 22 novembre 1992).
- 1910 :
  - Maurice Rheims, écrivain français († 6 mars 2003)[8].
  - Arthur Villeneuve, peintre naïf québécois († 24 mai 1990).
  - Hildegard Schrader, nageuse allemande championne olympique en 1928 († 26 mars 1966).
- 1912 : Gianfranco Contini, critique littéraire et philologue italien († 1er février 1990).
- 1914 : Jean-Pierre Vernant, résistant, helléniste et anthropologue français († 9 janvier 2007).
- 1915 : Samuel Gaumain, prélat français († 20 août 2010).
- 1916 :
  - Lionel Newman, compositeur américain pour le cinéma et la télévision († 3 février 1989).
  - Robert Parrish, réalisateur américain († 4 décembre 1995).
- 1918 : Étienne Dailly, juriste, financier et homme politique français à l'origine de la loi (sur la cession) Dailly († 24 décembre 1996).
- 1920 :
  - William Colby, fonctionnaire américain, directeur de la CIA de 1973 à 1976 († 27 avril 1996).
  - Robert Lamoureux, poète, homme de théâtre et de cinéma français († 29 octobre 2011)[8].
- 1922 : Karl-Erik Nilsson, lutteur suédois champion olympique († 14 décembre 2017).
- 1923 : Maurice Cazeneuve, écrivain français († 28 juin 2016)[8].
- 1924 : Walter Ris, nageur américain champion olympique († 25 décembre 1989).
- 1925 : Veikko Hakulinen, skieur de fond finlandais († 24 octobre 2003).
- 1927 :
  - Paul Desmarais, homme d’affaires canadien († 8 octobre 2013).
  - Barbara Rush, actrice américaine († 31 mars 2024).
- 1928 : Ginette Garcin, actrice française († 10 juin 2010).
- 1930 :
  - Sorrell Booke, acteur et réalisateur américain († 11 février 1994).
  - Donald Francis « Don » Shula, joueur et entraîneur américain de football américain († 4 mai 2020).
- 1931 : Guido Messina, coureur cycliste italien († 10 janvier 2020).
- 1932 : Carlos Saura, réalisateur espagnol († 10 février 2023).
- 1935 :
  - Jean-Louis Millette, acteur et scénariste québécois († 29 septembre 1999).
  - Bhikhu Parekh, homme politique britannique, universitaire et pair à vie.
  - Floyd Patterson, boxeur américain († 11 mai 2006).
- 1936 : Enyu Valchev, lutteur bulgare champion olympique († 15 février 2014).
- 1937 :
  - Grace Bumbry, artiste lyrique américaine († 7 mai 2023).
  - Dyan Cannon, actrice américaine.
- 1939 : Joseph Bonnel, footballeur français († 13 février 2018).
- 1940 :
  - Gao Xingjian, écrivain chinois.
  - Helmut Jahn, architecte allemand († 8 mai 2021).
  - Brian David Josephson, physicien britannique, prix Nobel de physique en 1973.
  - Jill Pitkeathley, femme politique britannique.
- 1941 : George Cosmatos, réalisateur italo-grec († 19 avril 2005).
- 1942 : Christine Jordis, écrivaine française.
- 1943 :
  - Georges Chelon, chanteur français[8].
  - Doris Kearns Goodwin, biographie, historienne et journaliste américaine.
- 1945 : Richard Royce Schrock, chimiste américain, prix Nobel de chimie en 2005.
- 1946 : Arthur Conley, chanteur américain († 17 novembre 2003).
- 1947 : 
  - Rodger Brulotte, commentateur et chroniqueur de baseball québécois.
  - Marie-Thérèse Letablier, sociologue française.
- 1948 : Patrice Drevet, journaliste français.
- 1950 : Bruno Raffaelli, acteur français sociétaire de la Comédie-Française.
- 1951 : 
  - Barbara Ann Cochran, skieuse alpine américaine.
  - Didier Flament, escrimeur français champion olympique.
- 1953 :
  - Louis Roy, dirigeant syndical québécois.
  - George Tenet, fonctionnaire américain, directeur de la C.I.A. de 1997 à 2004.
- 1955 : Mark Hollis, chanteur britannique († 25 février 2019).
- 1956 : Bernard Sumner, musicien britannique des groupes Joy Division et New Order.
- 1957 :
  - Joël Bats, footballeur français[8].
  - Patty Loveless (Patty Lee Ramey dite), chanteuse américaine.
- 1958 : 
  - Gary Jones, acteur gallois.
  - Julian Sands, acteur britannique († 13 janvier 2023).
- 1960 : 
  - John Michael Stipe, chanteur américain du groupe R.E.M.
  - Tecla Marinescu, kayakiste roumaine championne olympique.
- 1962 :
  - Harlan Coben, romancier américain.
  - Jay Tibbs, joueur de baseball américain.
- 1963 :
  - Thomas Fersen, auteur-compositeur-interprète français.
  - Till Lindemann, allemand, chanteur du groupe Rammstein.
- 1965 :
  - Gilles Artigues, homme politique français.
  - Yvan Attal, acteur français.
  - Guy Forget, joueur puis entraîneur français de tennis[8].
  - Julia Ormond, actrice britannique.
- 1966 :
  - Sandrine Alexi, imitatrice humoriste française.
  - Deana Carter, chanteuse américaine.
- 1967 :
  - Marina Orsini, actrice québécoise.
  - David Toms, golfeur américain.
- 1969 : Julio Aparicio Díaz, matador espagnol.
- 1971 : 
  - Jun'ichi Kakizaki, artiste, sculpteur et botaniste japonais.
  - Namiq Abdullayev, lutteur azerbaïdjanais, champion olympique.
  - Murat Kardanov, lutteur russe, champion olympique.
- 1974 : François Vincentelli, acteur belge.
- 1975 : 
  - Judith Siboni, actrice française († 30 mars 2021).
  - Dan Beery, rameur d'aviron américain, champion olympique.
- 1977 :
  - Jonathan Cochet, coureur automobile français.
  - David Millar, cycliste britannique.
- 1978 :
  - Dominik Hrbatý, joueur de tennis slovaque.
  - Karine Ruby skieuse française († 29 mai 2009).
- 1979 : Lynnsha (Sophie Jordier dite), chanteuse française.
- 1980 :
  - Guillaume August, joueur de rugby français.
  - Yaroslav Popovych (Ярослав Попович), cycliste sur route ukrainien.
- 1981 : Zhang Jiewen, joueuse de badminton chinoise, championne olympique.
- 1982 : Lucie Škrobáková, athlète de haies tchèque.
- 1983 : William « Will » Bynum, basketteur américain.
- 1984 :
  - Jiří Hudler, hockeyeur tchèque.
  - Vincent Noutary, joueur de rugby français.
  - Lauritta Onye, athlète handisport nigériane.
- 1985 :
  - Jonas Borring, footballeur danois.
  - Leo Mansell, pilote de courses automobile britannique.
  - Antar Zerguelaïne, athlète de demi-fond algérien.
  - Jocksy Ondo-Louemba, journaliste et écrivain gabonais.
- 1986 :
  - Younès Kaboul, footballeur français.
  - Russell Martin, footballeur écossais.
  - James Milner, footballeur anglais.
  - Eva Ganizate, soprano lyrique française († 4 janvier 2014).
  - Charlyne Yi, actrice américaine.
- 1987 :
  - Marissa Coleman, basketteuse américaine.
  - Pierre-Luc Périchon, cycliste sur route français.
  - Przemysław Tytoń, footballeur polonais.
  - Jeremstar (Jérémy Gisclon dit), journaliste people et d'interviews français.
- 1989 : 
  - Oly Yves Roland, champion ivoirien de muay thaï.
  - Wai Hnin Pwint Thon, militante birmane.
- 1990 :
  - Toni Kroos, footballeur allemand.
  - Mohamed Sfar, handballeur tunisien.
- 1992 : Alexander N'Doumbou, footballeur gabonais.
- 1993 :
  - James Michael McAdoo, basketteur américain.
  - Benedict Bamanya, artiste musicien congolais.
- 1995 : María Isabel, chanteuse espagnole.
- 1996 : 
  - Emma Mackey, actrice franco-britannique.
  - Rilès (Riles Kacimi, dit), rappeur français.
- 1999 : Camille Berthollet, violoniste et violoncelliste franco-suisse.

### XXIesiècle
- 2001 : 
  - Maëlle (Maëlle Pistoia dite), chanteuse française.
  - Léa Elui, influenceuse française.
- 2003 : Jaeden Lieberher, acteur américain.
- 2004 : Victor Wembanyama, basketteur français.

## Décès

### XIIIesiècle
- 1248 : Sanche II, roi de Portugal de 1223 à 1248 (° 8 septembre 1207).

### XVIIesiècle
- 1695 : François-Henri de Montmorency-Luxembourg, militaire français (° 8 janvier 1628).

### XVIIIesiècle
- 1752 : Gabriel Cramer, mathématicien suisse (° 31 juillet 1704).
- 1761 : Stephen Hales, physiologiste et chimiste britannique (° 17 septembre 1677).
- 1782 : Ange-Jacques Gabriel, architecte français (° 23 octobre 1698).

### XIXesiècle
- 1804 : Jacques-François de Borda d'Oro, magistrat et géologue français (° 25 mai 1718).
- 1822 : Clément de Saxe, prince allemand (° 1er mai 1798).
- 1825 : Ferdinand Ier, roi des Deux-Siciles de 1816 à 1825 (° 12 janvier 1751).
- 1842 : Édouard Zoltowski, général polonais de la Révolution et du Premier Empire (° 18 mars 1775).
- 1877 : Cornelius Vanderbilt, entrepreneur américain (° 27 mai 1794).
- 1885 :
  - Alphonse Bausback, sculpteur français (° 9 août 1859).
  - Victor Dessaignes, chimiste français (° 31 décembre 1800).
  - Iossif Kotek, violoniste russe (° 25 octobre 1855).
- 1886 : 
  - Amédée Dechambre, médecin français (° 12 janvier 1812).
  - Piotr Tkatchev, révolutionnaire russe (° 11 juillet 1844).
- 1891 : François-Xavier-Antoine Labelle, prêtre colonisateur québécois (° 24 novembre 1833).
- 1895 : Vajirunhis, prince siamois (° 27 juin 1878)

### XXesiècle
- 1916 :
  - Francis Charmes (Marie François dit), homme politique français (° 21 avril 1848).
  - Léon Michoud, juriste français (° 3 juin 1855).
- 1919 : Gustav Bregenzer, peintre, dessinateur et poète allemand (° 16 décembre 1850).
- 1928 : « Cocherito de Bilbao » (Cástor Jaureguibeitia Ibarra dit), matador espagnol (° 20 décembre 1876).
- 1931 : Louise du Royaume-Uni, fille du roi Édouard VII (° 20 février 1867).
- 1936 : Pierre Mandonnet, théologien dominicain français (° 26 février 1858)
- 1940 : Flora Finch, actrice anglaise (° 17 juin 1867).
- 1941 : Henri Bergson, philosophe français (° 18 octobre 1859).
- 1943 : Marina Raskova (Марина Михайловна Раскова), aviatrice soviétique (° 28 mars 1912).
- 1949 : Marcel Maupi (Marcel Louis Alexandre Barberin dit), acteur français (° 6 novembre 1881).
- 1952 : Constant Permeke, peintre et sculpteur belge (° 31 juillet 1886).
- 1960 : Albert Camus, homme de lettres français, prix Nobel de littérature en 1957 (° 7 novembre 1913).
- 1961 : Erwin Schrödinger, physicien autrichien, prix Nobel de physique en 1933 (° 12 août 1887).
- 1965 : Thomas Stearns Eliot, écrivain britannique, prix Nobel de littérature en 1948 (° 26 septembre 1888).
- 1967 : 
  - Donald Campbell, pilote cascadeur britannique (° 23 mars 1921).
  - Mohamed Khider (محمد خيضر), homme politique algérien (° 13 mars 1912).
- 1968 : Jean Murat, acteur français (° 13 juillet 1888).
- 1970 : Jean Étienne Valluy, général et historien français (° 15 mai 1899).
- 1973 : Alexandre Arnoux, écrivain français, doyen d'âge de l'Académie Goncourt (° 27 février 1884).
- 1975 : Carlo Levi, écrivain et peintre italien (° 29 novembre 1902).
- 1977 : Marguerite de Suède, nièce du roi Gustave V de Suède, veuve du prince Axel de Danemark (° 25 juin 1899).
- 1981 : Ruth Lowe (en), pianiste et compositrice canadienne (° 12 août 1914).
- 1986 :
  - Christopher Isherwood, écrivain britannique (° 26 août 1904).
  - Philip Parris « Phil » Lynott, musicien britannique, bassiste et chanteur du groupe Thin Lizzy (° 20 août 1949).
- 1988 : Lily Laskine (Aimée Émilie Laskine dite), musicienne française (° 31 août 1893).
- 1995 : Eduardo Mata, chef d’orchestre et compositeur mexicain (° 5 septembre 1942).
- 1997 : Hédi Berrekhissa (الهادي بالرخيصة), footballeur tunisien (° 28 juin 1972).
- 1998 : Raymond L. Bruckberger, clerc dominicain et écrivain français académicien ès sciences morales et politiques (° 10 avril 1907).

### XXIesiècle
- 2001 : 
  - Les Brown, chef d’orchestre big band, compositeur et arrangeur américain (° 14 mars 1912).
  - Pierre Leyris, traducteur français (° 16 juillet 1907).
  - Ilma Grace Stone, botaniste australienne (° 11 juin 1913).
  - André Thirion, écrivain français (° 18 avril 1907).
- 2002 : 
  - Pierre-Roland Giot, préhistorien français (° 23 septembre 1919).
  - Georg Ericson, footballeur suédois (° 18 décembre 1919).
  - Douglas Jung, homme politique canadien (° 25 février 1924)
- 2004 :
  - Joan Aiken, romancière britannique (° 4 septembre 1924).
  - Brian Gibson, réalisateur britannique (° 22 septembre 1944).
  - Jeff Nuttall, poète, essayiste, peintre, acteur, sculpteur, anarchiste et trompettiste de jazz britannique (° 8 juillet 1933).
  - Michael Straight, homme de presse américain (° 1er septembre 1916).
  - John Toland, historien américain (° 29 juin 1912).
- 2005 : 
  - Humphrey Carpenter, auteur et biographe américain (° 29 avril 1946).
  - Paul Darragh, cavalier de sauts d'obstacles irlandais (° 28 avril 1953).
  - Ali al-Haidri, homme politique irakien (° inconnue)
  - Frank Harary, mathématicien américain (° 11 mars 1921).
  - Robert Heilbroner, économiste américain (° 24 mars 1919).
  - Norman Robert « Bud » Poile, joueur et gestionnaire de hockey canadien (° 10 février 1924).
- 2006 : Irving Layton, poète canadien d’origine roumaine (° 12 mars 1912).
- 2009 : Leo « Lei » Clijsters, footballeur belge (° 9 novembre 1956).
- 2010 : Johan Ferrier, enseignant et homme politique surinamien, premier président du Surinam de 1975 à 1980 (° 12 mai 1910).
- 2011 : 
  - Mohamed Bouazizi (محمد البوعزيزي), activiste tunisien (° 29 mars 1984).
  - Ali-Reza Pahlavi (علیرضا پهلوی), prince impérial iranien, plus jeune fils du dernier chah d'Iran (° 28 avril 1966).
  - Gerry Rafferty, chanteur, guitariste et compositeur britannique (° 16 avril 1947).
- 2013 :
  - Derek Kevan, footballeur international anglais (° 6 mars 1935).
  - Lassaad Ouertani (الأسعد الورتاني), footballeur tunisien (° 2 mai 1980).
- 2014 : Eva Ganizate, soprano lyrique française (° 4 janvier 1986).
- 2015 : 
  - Claude Chamboissier dit Framboisier, chanteur français (° 10 juin 1950).
  - René Vautier, réalisateur et scénariste breton et français (° 15 janvier 1928).
- 2016 :
  - Colette Cosnier, universitaire et féministe française (° 28 avril 1936).
  - Michel Galabru, acteur français (° 27 octobre 1922).
  - André Turcat, aviateur français, pilote d'essai du Concorde (° 23 octobre 1921).
- 2017 :
  - Hervé Brousseau, chanteur, acteur et animateur québécois (° 5 février 1937).
  - Georges Prêtre, chef d'orchestre français (° 14 août 1924).
  - Milton Conrad « Milt » Schmidt, hockeyeur sur glace puis entraîneur et dirigeant sportif canadien (° 5 mars 1918).
- 2018 : 
  - Aharon Appelfeld (אהרן אפלפלד en hébreu), romancier et poète israélien de langue hébraïque (° 16 février 1932).
  - Ray Thomas, musicien britannique du groupe The Moody Blues (° 29 décembre 1941).
- 2021 : 
  - Tanya Roberts, actrice américaine (° 15 octobre 1955).
  - Barbara Shelley, actrice britannique 13 février 1932).
- 2023 :
  - Jean Bertho, acteur et réalisateur français (° 23 janvier 1928).
  - Michel Ferté, pilote automobile français (° 8 décembre 1958).
  - Norman Fruchter, cinéaste américain (° 1937).
  - Renée Gailhoustet, architecte française (° 15 septembre 1929).
  - David Gold, homme d'affaires britannique (° 9 septembre 1936).
  - Kléber Haye, homme politique français (° 26 avril 1937).
  - Elwood Hillis, homme politique et avocat américain (° 6 mars 1926).
  - Miiko Taka, actrice américaine d'origine japonaise (° 24 juillet 1925).
- 2024 :
  - Felicia Abban, photographe ghanéenne (° 1935).
  - Raymond Elena, coureur cycliste français (° 4 août 1931).
  - Glynis Johns, actrice, chanteuse et danseuse britannique puis sud-africaine (° 5 octobre 1923).
  - Christian Oliver, acteur allemand (° 3 mars 1972).
  - Rosa Maria Reyes, joueuse de tennis mexicaine (° 23 mars 1939).
  - Mushtaq Talib al-Saïdi, chef militaire irakien  (° 1980).
  - Kishin Shinoyama, photographe japonais (° 3 décembre 1940).
  - David Soul, acteur, chanteur, compositeur et interprète américano-britannique (° 28 août 1943).
- 2025 :
  - Claude Allègre, géochimiste et homme politique français (° 31 mars 1937).
  - José Claer, romancier et poète canadien (° 28 mai 1963).

## Célébrations

### Internationales et nationales

Haut de page en pleine lecture digitale d'une revue braille de l'UNESCO.

- Nations unies : journée mondiale du braille (voir anniversaires personnels de Louis Braille ci-avant)[9].
- Journée mondiale de l'Hypnose[10]
- Angola : dia dos mártires da repressão colonial / « jour des martyrs de la répression coloniale (portugaise) »[11].
- Birmanie : fête de l'indépendance[12].

### Célébrations religieuses
- Christianisme orthodoxe : mémoire de Jean / Yôannès & Scholaire / Scholarios[13] avec lectures de II Cor. 8, 1-9 (suite de la veille sur la collecte de Saint Paul pour Jérusalem) et de Lc 21, 12-19 (discours apocalyptique de Jésus après le passage sur la ruine de Jérusalem) dans le lectionnaire de Jérusalem.

### Saints des Églises chrétiennes

#### Saints des Églises catholiques
Saints des Églises catholiques et orthodoxes :
- Aquilin, Gémine, Eugène, Marcien, Quinctus, Théodote et Tryphon (Ve siècle), martyrisés par les Vandales.
- Benoîte († 362), — ou « Bénédicte » —, Prisque, prêtre, et Priscillien, martyrs à Rome.
- Dafrose (IVe siècle), épouse de saint Flavien et mère des saintes Bibiane et Démétrie.
- Dorothée (Ve siècle), Ermite.
- Fauste († ?), vierge et martyre au pays d’Armagnac.
- Ferréol d'Uzès († 581), 5e évêque d'Uzès.
- Grégoire de Langres († 539), 17e évêque de Langres. Il est l'arrière-grand-père de Grégoire de Tours.
- Hermès († 304), Aggée et Caïus, martyrs à Bologne.
- Mavile († 203), — ou « Maïeul » —, martyr à Hadrumète.
- Néophyte (VIIe siècle), princesse vierge et martyre.
- Pharaïlde († 710), née en Belgique, dans l'actuel Brabant, patronne de la ville de Gand.
- Rigobert (/ Robert de Reims[15], † 743), abbé bénédictin puis 27e archevêque de Reims.

#### Saints et bienheureux des Églises catholiques
Saints et bienheureux des Églises catholiques :
- Angèle de Foligno († 1309), mystique italienne membre du tiers-ordre franciscain.
- Christine de Sainte Croix († 1310), bienheureuse religieuse italienne, fondatrice d'un monastère de religieuses augustines.
- Elizabeth Ann Seton († 1821), fondatrice des sœurs de la charité, 1re femme américaine canonisée.
- Étienne de Bourg († 1118), chartreux, compagnon de saint Bruno.
- Libence (de) († 1013), bienheureux archevêque de Brême.
- Manuel González y García († 1940), évêque espagnol, fondateur de plusieurs congrégations vouées à l'eucharistie.
- Roger d'Elan († 1175), bienheureux moine cistercien, fondateur de l'abbaye d'Élan.
- Thomas Plumtree († 1570), bienheureux prêtre anglais mort martyr.

#### Saints des Églises orthodoxes
- Eusthate de Serbie († 1286), moine.
- Euthyme de Vatopedi (XIIIe siècle), moine et martyr.
- Onuphre († 1818), moine et martyr.

### Prénoms du jour[Où?]
Bonne fête aux Angèle et ses variantes : Angela, Angéla, Angèles, Angelia, Angelica, Angelie, Angelika, Angélique, Angella, Angelle, Angie, etc. (27 janvier en fête majeure).
Et aussi aux :
- Pharaïlde et ses variantes : Fara, Farah, Faraïlda, Farra, Farrah, Pharaïlda, etc.
- Aux Rumon et ses variantes autant bretonnes : Ruvon, Ruvona, Ruvonenn, etc.
- Voire toujours aux Odilon[17] bien que (désormais) déjà fêtés dès les 1er janvier.

## Traditions et superstitions

### Dictons
- « De Sainte-Pharaïlde la chaleur, c'est la colère et notre malheur. »[18]

### Astrologie
- Signe du zodiaque : 14e jour du signe astrologique du Capricorne.

## Toponymie
- Les noms de plusieurs voies, places, sites ou édifices de pays ou régions francophones contiennent cette date sous diverses graphies : voir Quatre-Janvier .